# Casa-Museu de Blasco Ibáñez
La Casa museu Blasco Ibáñez és la denominació actual, després de la seua reedificació, de l'habitatge de l'escriptor valencià Vicente Blasco Ibáñez, que està situada en un extrem de la platja de la Malva-rosa de la ciutat de València, declarada Monument Historicoartístic i reconeguda com a Bé d'interès cultural (RI-51-0004451), amb el nom amb el qual és coneguda a València, Xalet de Vicente Blasco Ibáñez.
Construït el 1902, acabada la Guerra Civil el 1939 l'edifici va ser confiscat per l'ajuntament i lliurat per a ús d'esbarjo de Falange Espanyola. Abandonat i oblidat més tard, no va ser fins a l'inici de la dècada del 1980 que es va tractar de recuperar. L'estat de l'edifici era tan ruïnós que en els anys noranta es va enderrocar i es va procedir a la reconstrucció, d'acord amb els plànols originals

## Edifici original
La llicència d'obra va ser sol·licitada per la mare de l'escriptor el 1902 per a un "xalet o casa d'esbarjo", construcció que es va encarregar al mestre d'obres Vicent Bochons Llorente, autor també d'altres projectes similars a la zona en la façana que donava al mar la ciutat, tant la Malva-rosa com el Grau.
L'edifici ocupava una superfície de 450 metres quadrats -era un bloc cúbic, senzill-. La façana principal constava de pòrtic amb pilastres jòniques -la galeria del primer pis, on es trobava el finestral del despatx de l'escriptor mirant al mar, se sostenia sobre pilars jònics i cariàtides-. Mentrestant, a les façanes laterals, destacaven els motius ornamentals com greques i palmetes. El conjunt mostrava una barreja d'estils: neogrec i pompeià (propi de finals del segle xix) i modernista, possible fruit de la influència dels arquitectes García Cardona i Arnau Miramón, entre d'altres, i dels pintors valencians de l'època Pinazo i Cabrera.

## Història, reedificació i Casa museu

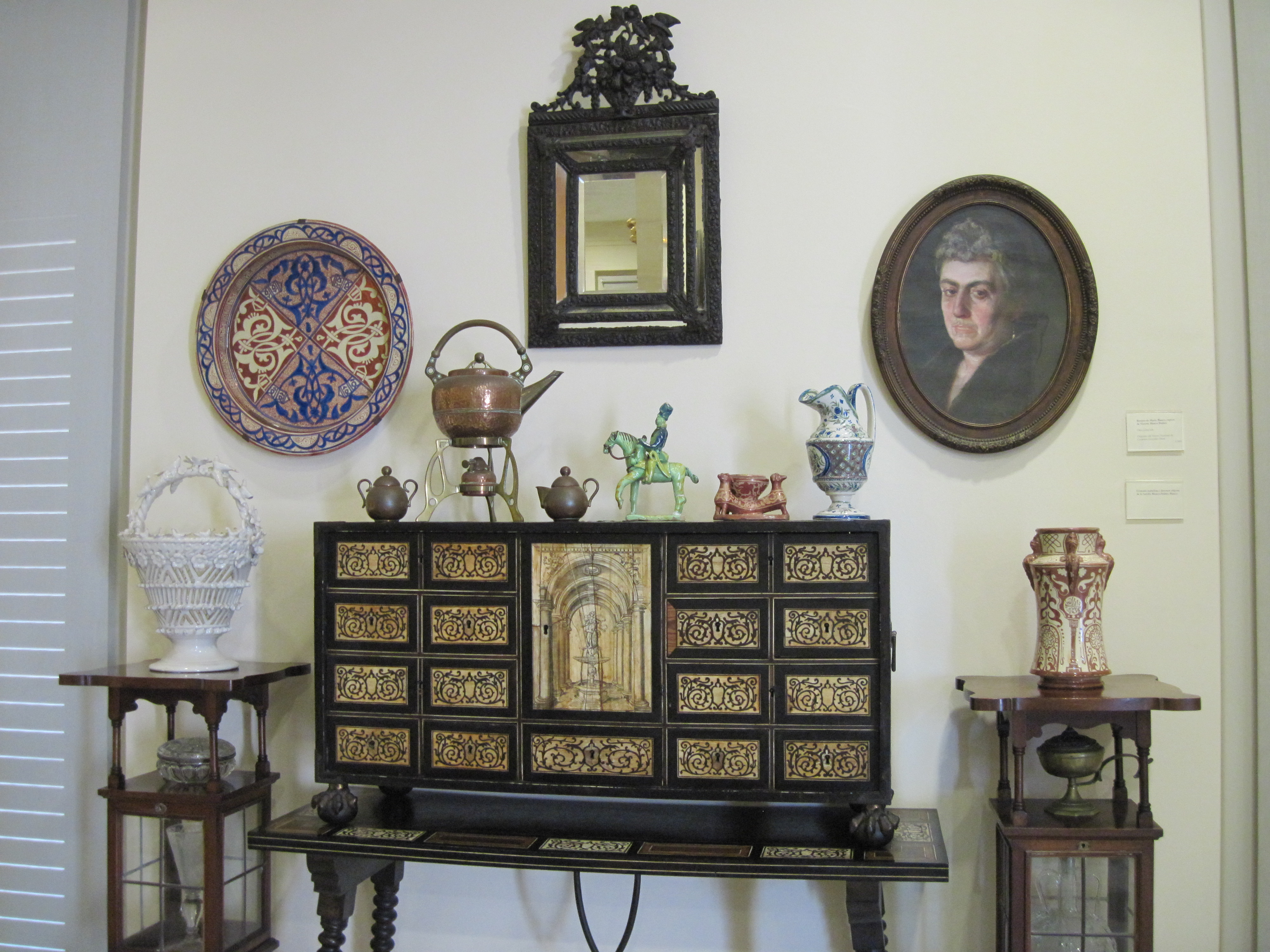
Interior de la casa

Després de la Guerra Civil l'edifici va ser confiscat per l'ajuntament i lliurat per a ús d'esbarjo de Falange Espanyola. Va ser utilitzat, des de 1942 fins a 1962, com a Escola de Fletxes Navals, per la qual cosa va patir importants desperfectes. S'hi va tancar la terrassa i van desaparèixer les columnes i cariàtides. Posteriorment, la casa va ser ocupada per famílies marginals, la qual cosa va accelerar-ne el procés de degradació. Els hereus de Blasco Ibáñez, a l'exili, es van trobar impotents per a frenar-ne el deteriorament. Finalment, l'any 1980 el van vendre a l'Ajuntament de València, que tractà de recuperar-lo a fi de perpetuar la memòria de l'escriptor. No obstant això, l'estat de l'edifici era ruïnós, tal com assenyalen els informes emesos per a estudiar la declaració de Monument de les restes de l'edifici:
| « | De la casa de Blasco Ibáñez quedan en la actualidad cuatro cochambrosos muros que indican la desidia y degradación del patrimonio arquitectónico y urbanístico valenciano. | » |
| — | |   |

Tot i això, es va recomanar conservar el que encara es trobava en peu i rehabilitar-ho. Tanmateix, el grau de degradació era tal que es va optar per l'enderrocament. A l'inici de la dècada del 1990, es va iniciar la reconstrucció sobre la base dels plànols originals custodiats a l'Arxiu Municipal, respectant la fisonomia exterior en la seua totalitat. Tanmateix, es va variar la distribució de les estances interiors per convertir-lo en Casa museu que es va obrir al públic el 1997. La planta baixa és un Saló d'Actes. A la primera planta, es recull una part del llegat de Vicente Blasco Ibáñez: mobiliari i records familiars; en l'última, es troba la sala d'estudi i investigació: llibres, documents, manuscrits i mapes, així com l'obra completa de Blasco Ibáñez en diferents edicions i en tots els idiomes en què s'ha publicat. Les estances guarden també arxius i material de l'antic diari El Pueblo, així com la donació de la família i la del que va ser director de l'editorial Prometeo, Fernando Llorca Díe.

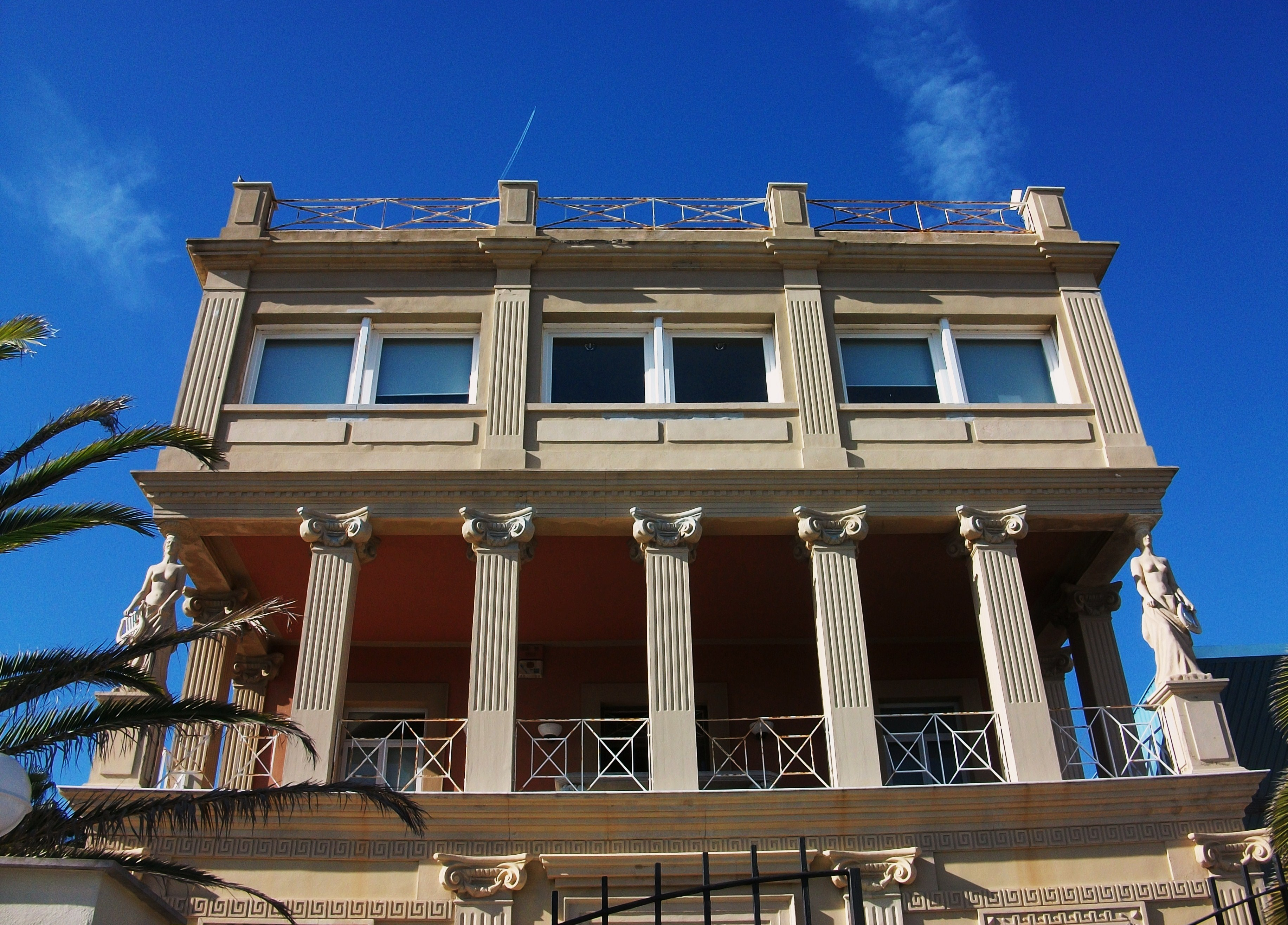
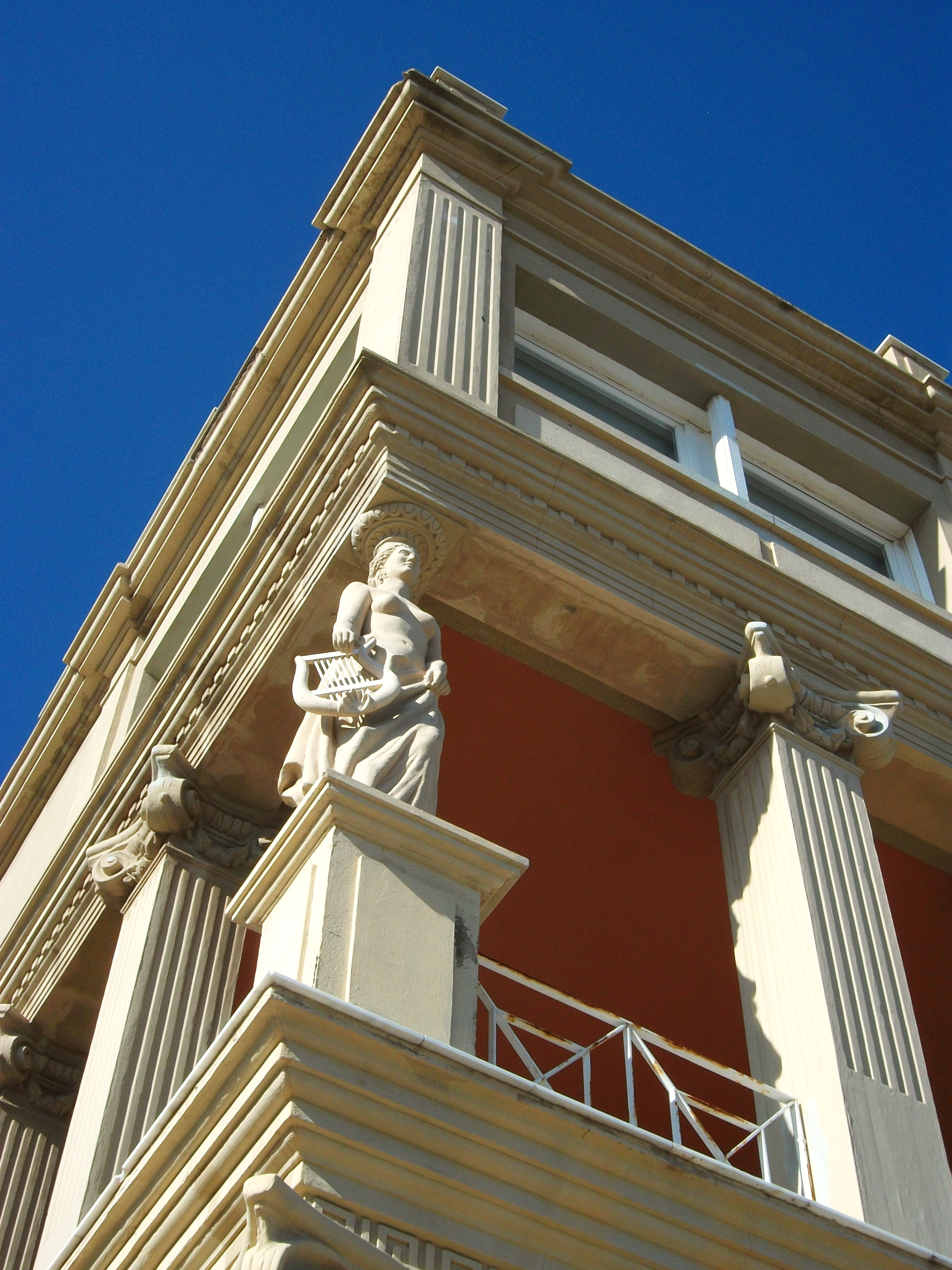
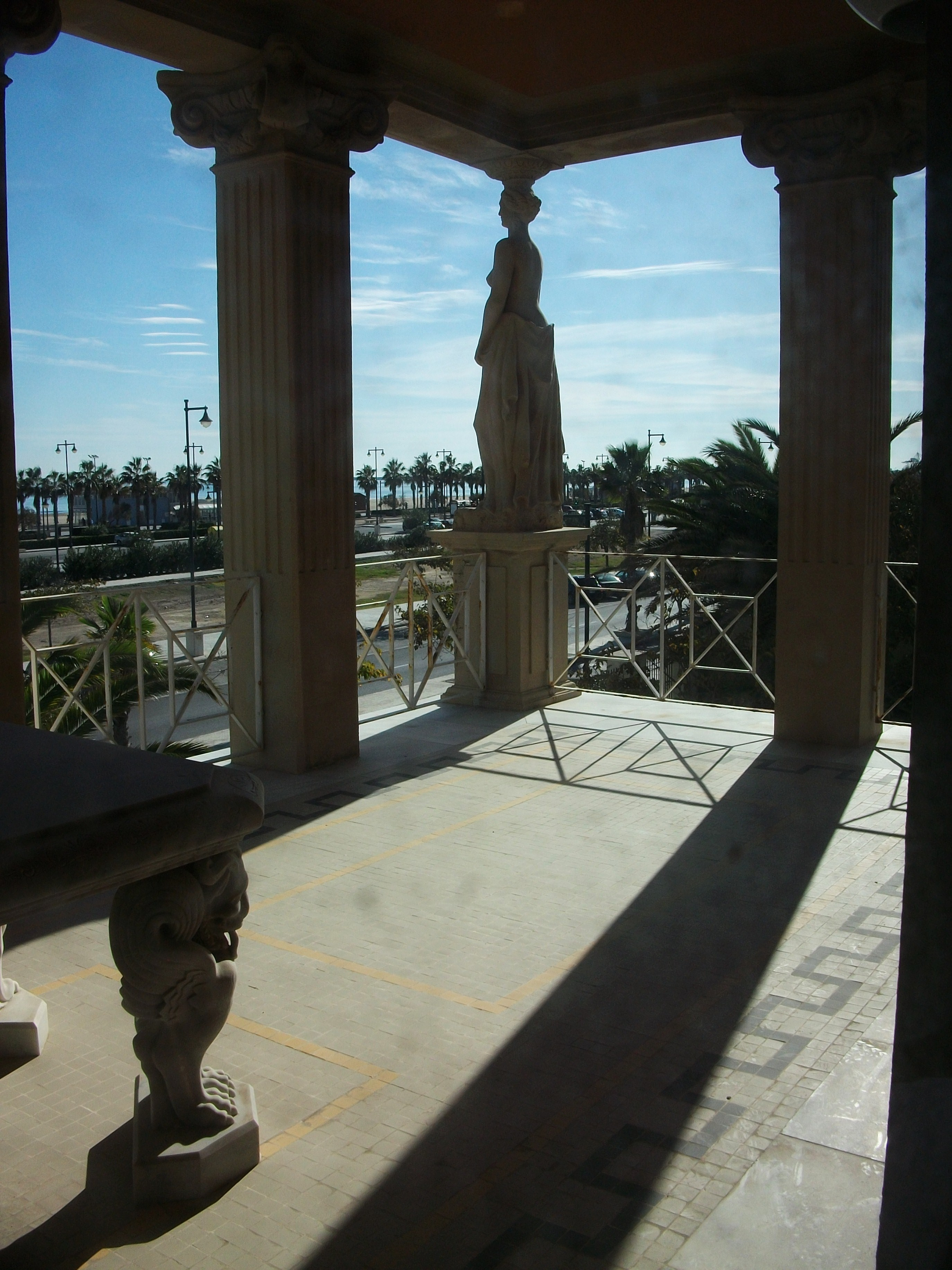

- Façana principal
- Detall de la terrassa, amb columnes cariàtide
- Terrassa